# تپه تورپاق قلعه ارمغانخانه
تپه تورپاق قلعه ارمغانخانه مربوط به دوران‌های تاریخی پس از اسلام است و در شهرستان زنجان، روستای ارمغانخانه واقع شده و این اثر در تاریخ ۵ آذر ۱۳۸۰ با شمارهٔ ثبت ۴۲۳۸ به‌عنوان یکی از آثار ملی ایران به ثبت رسیده‌است.